# Cimetière de Lytchakiv
Le cimetière de Lytchakiv (en ukrainien : Личаківський цвинтар, Lytchakivsky tvyntar), anciennement cimetière de Łyczakow en français (en polonais : Cmentarz Łyczakowski), est la plus ancienne nécropole historique de Lviv, située sur les collines de la partie orientale de la ville. Elle a été aménagée à la fin du XVIIIe siècle dans un environnement verdoyant et très boisé, sur ordre de l’empereur Joseph II d’Autriche qui ne voulait plus de cimetières autour des églises dans la ville. Le cimetière abrite les sépultures de nombreux artistes, scientifiques et politiciens polonais, autrichiens, et ukrainiens. 
En 1990, le cimetière a reçu le statut de musée historique et culturel d'État, il est inscrit au Registre national des monuments d'Ukraine.

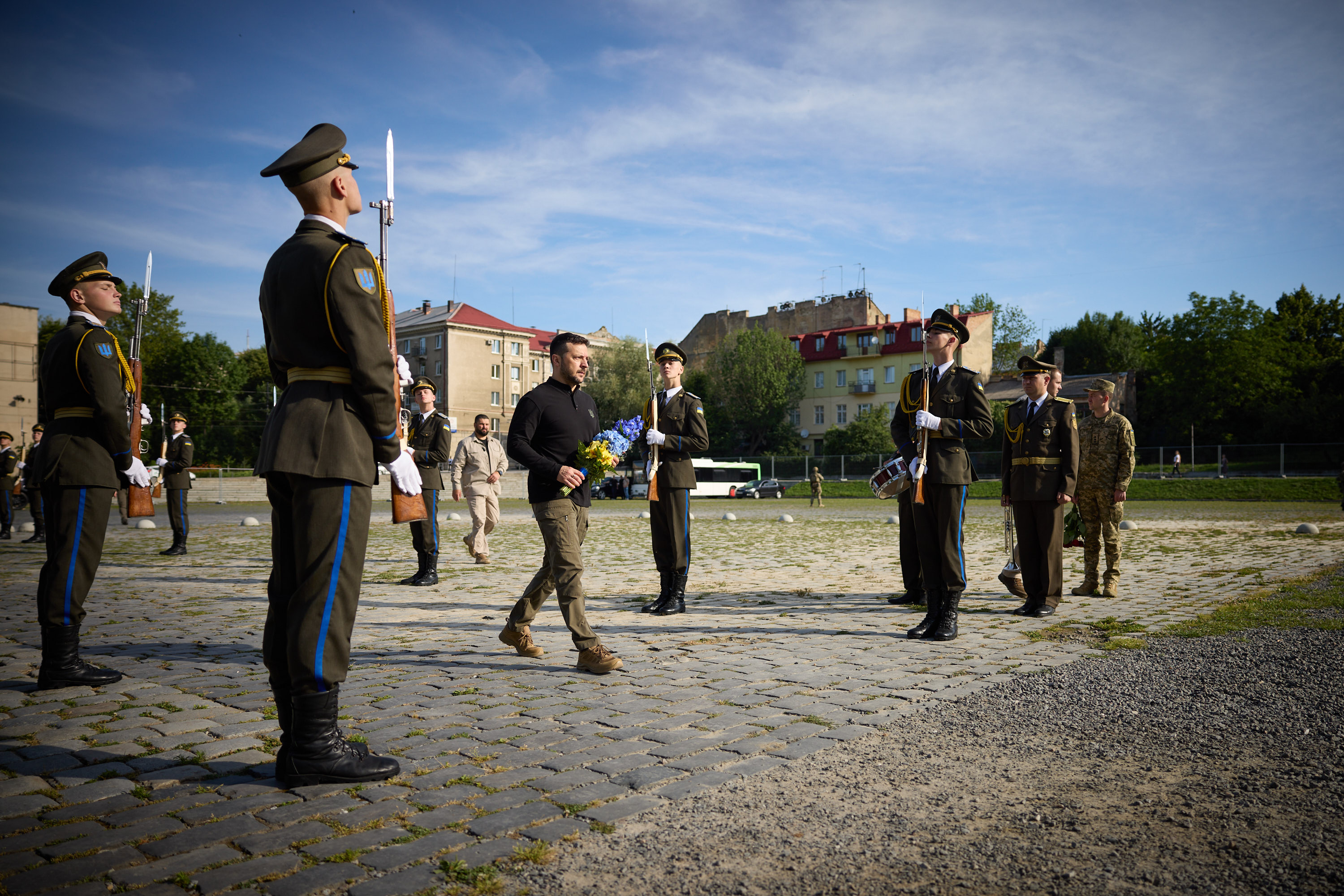
27 juin 2024 cérémonie en l'honneur de ceux qui sont tombés lors de la défense de l'Ukraine.

## Histoire
Fondé en 1786, le cimetière de Lytchakiv est l'une des plus anciennes nécropoles d'Europe. À titre de comparaison : le cimetière de Powązki à Varsovie a été fondée en 1790, le cimetière Rossa à Vilnius en 1801, le cimetière Rakowicki à Cracovie et le cimetière du Père-Lachaise à Paris en 1803.
Au fil des décennies, les notables polonais, autrichiens et ukrainiens y ont fait ériger des stèles imposantes pour assurer la perpétuation de leur mémoire à travers les siècles. Il y a ici des tombes d’une très grande valeur artistique avec environ 500 statues et sculptures. 
Des sections du cimetière sont également réservées à ceux qui ont combattu les invasions russes, nazies et soviétiques. 
Depuis 1919 existe dans une partie du cimetière, le cimetière des Défenseurs de Lviv (connu sous le nom du cimetière des Aiglons de Lwów) pour les soldats polonais morts dans les batailles contre les Ukrainiens et bolcheviques 1918–1920). Le monument aux soldats français se trouve à l'aile droite des catacombes. Durant les années 1919-1921 on a inhumé sur ce cimetière 17 militaires français (9 officiers, deux caporaux et six soldats). Dominant l’ancien cimetière des défenseurs polonais de Lwów morts en combattant les indépendantistes ukrainiens en 1918-1919, les autorités locales ont construit un immense mausolée, avec un ensemble de stèles commémoratives aux combattants pour la liberté de l’Ukraine, ceux de 1918-1919, puis de 1941-1945.

## Personnalités inhumées
- Stefan Banach
- Vasyl Barvinsky
- Luna Drexlerówna
- Maria Dulębianka
- Volodymyr Ivassiouk
- Ivan Franko

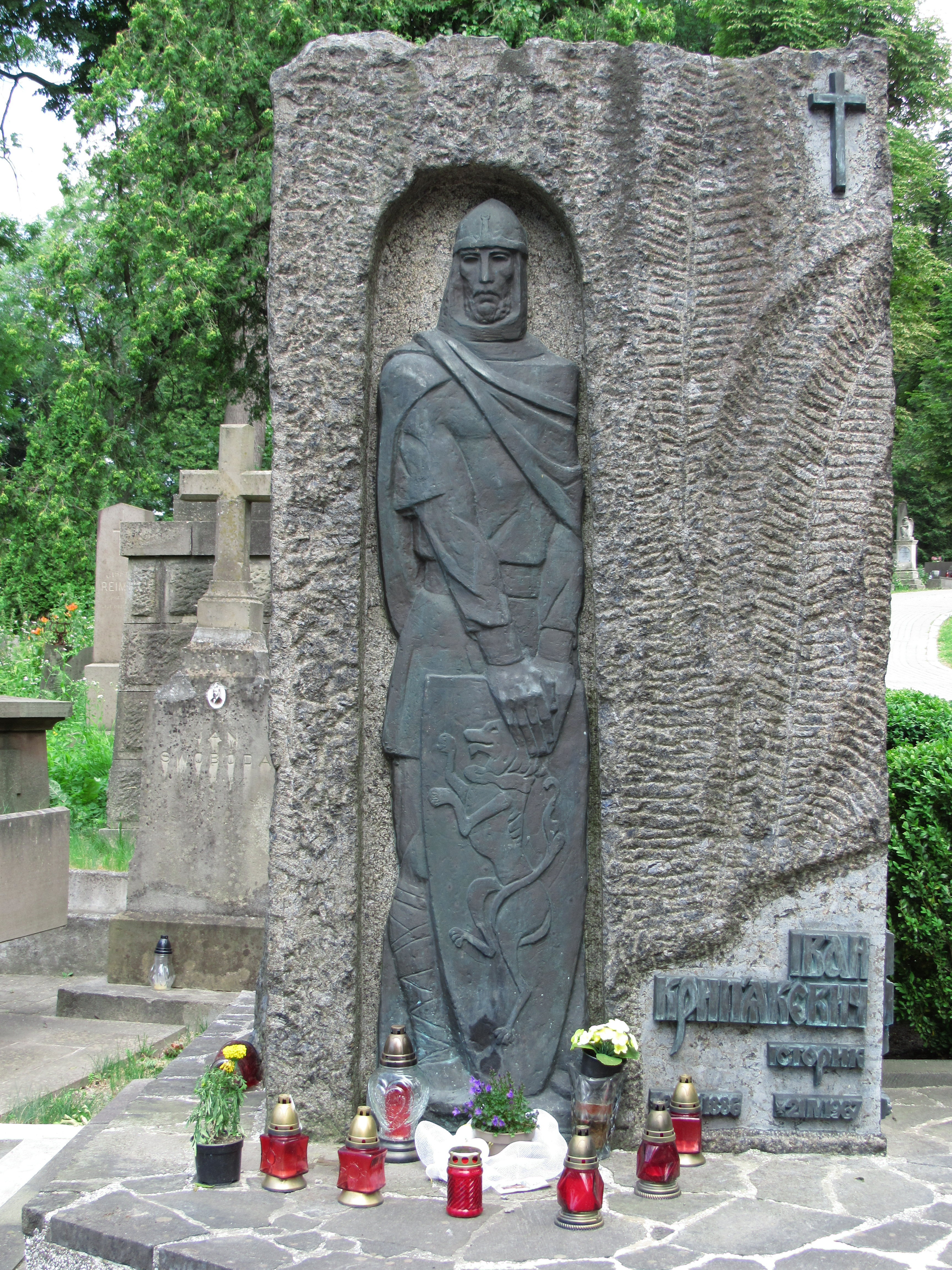
La tombe d'Ivan Krypiakevytch.

- Olena Stepaniv, personnalité politique, enseignante et militaire ukrainienne.
- Teodozia Bryj, y repose et a réalisé plusieurs tombes.
- Zygmunt Gorgolewski
- Artur Grottger
- Yaroslav Halan
- Jacques Hnizdovsky
- Wojciech Kętrzyński
- Filaret Kolessa
- Mykola Kolessa
- Maria Konopnicka
- Solomiya Krushelnytska
- Anton Manastirski
- Oleksa Novakivskyi
- Iryna Senyk
- Karol Szajnocha
- Ariadna Trouch
- Ivan Trouch
- Iryna Vilde
- Dmytro Vitovsky
- Julian Zachariewicz
- Gabriela Zapolska

## Galerie

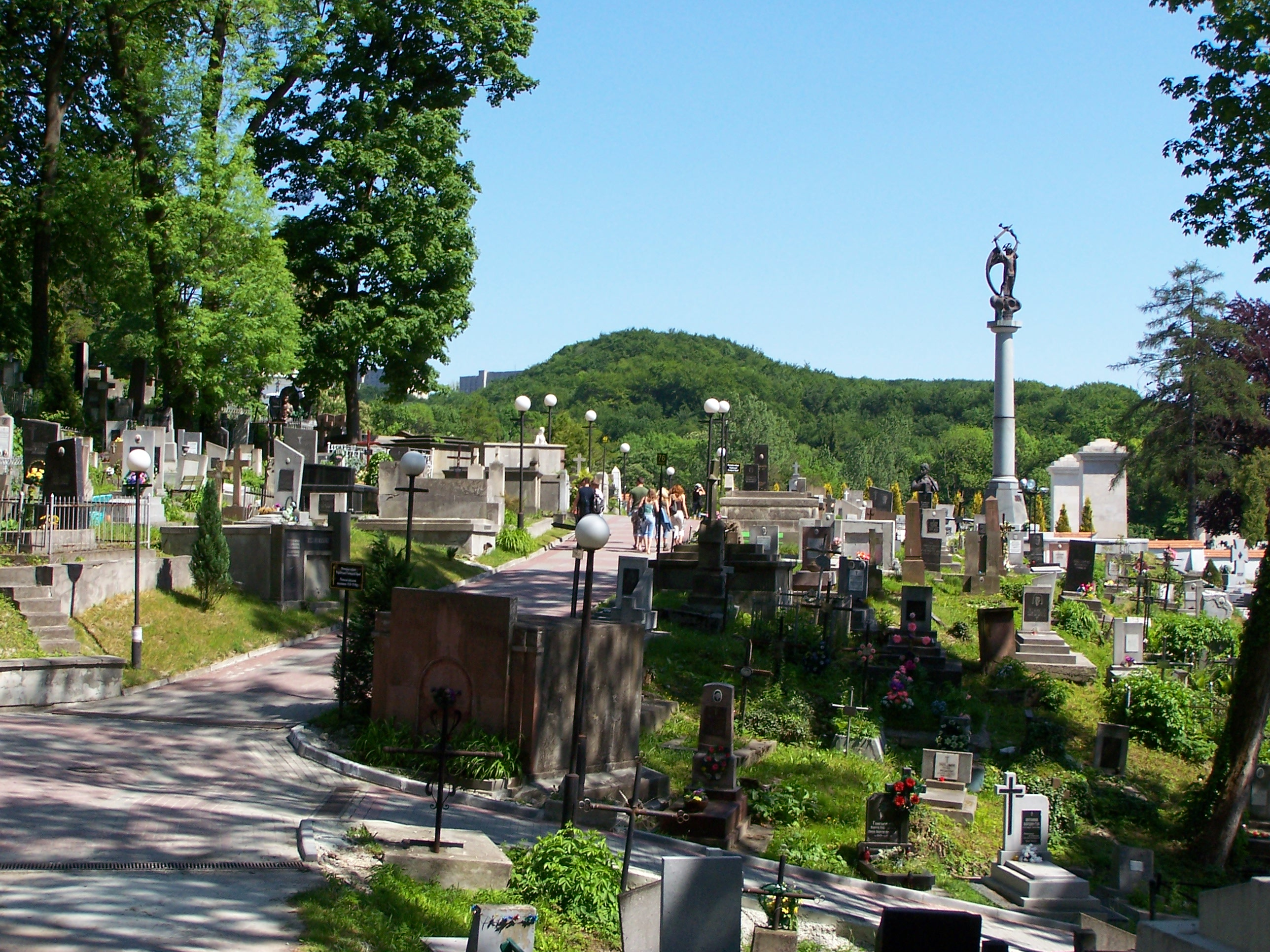
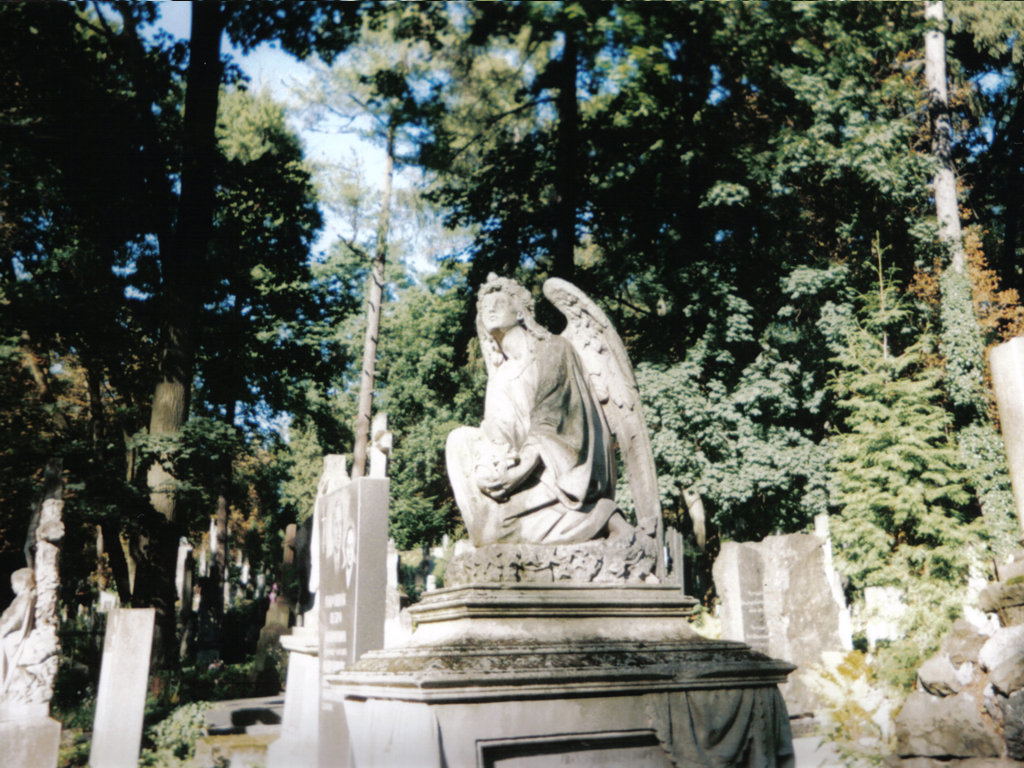
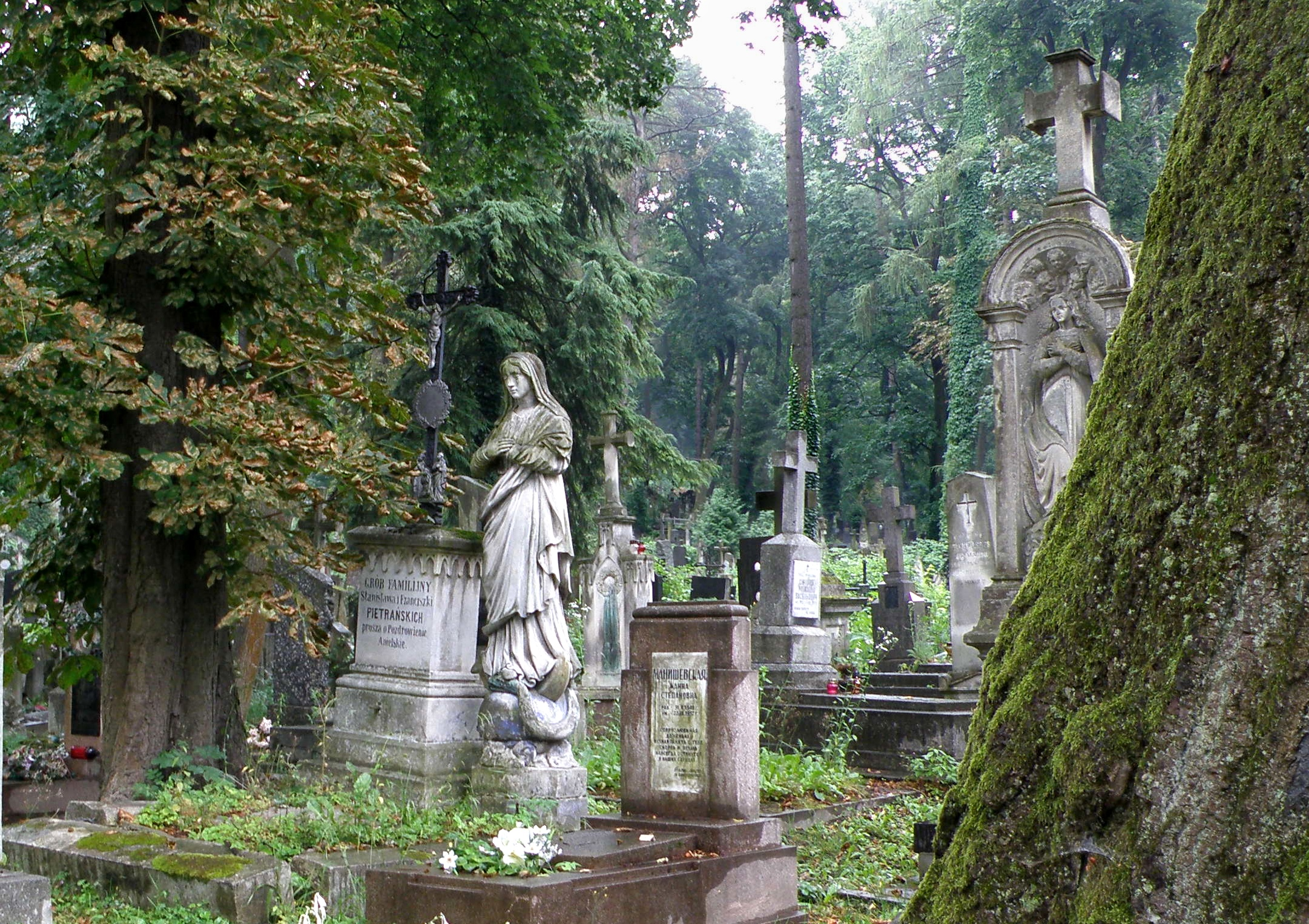
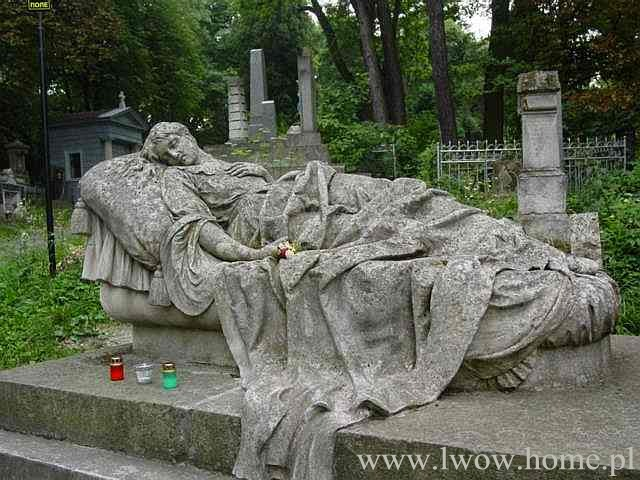
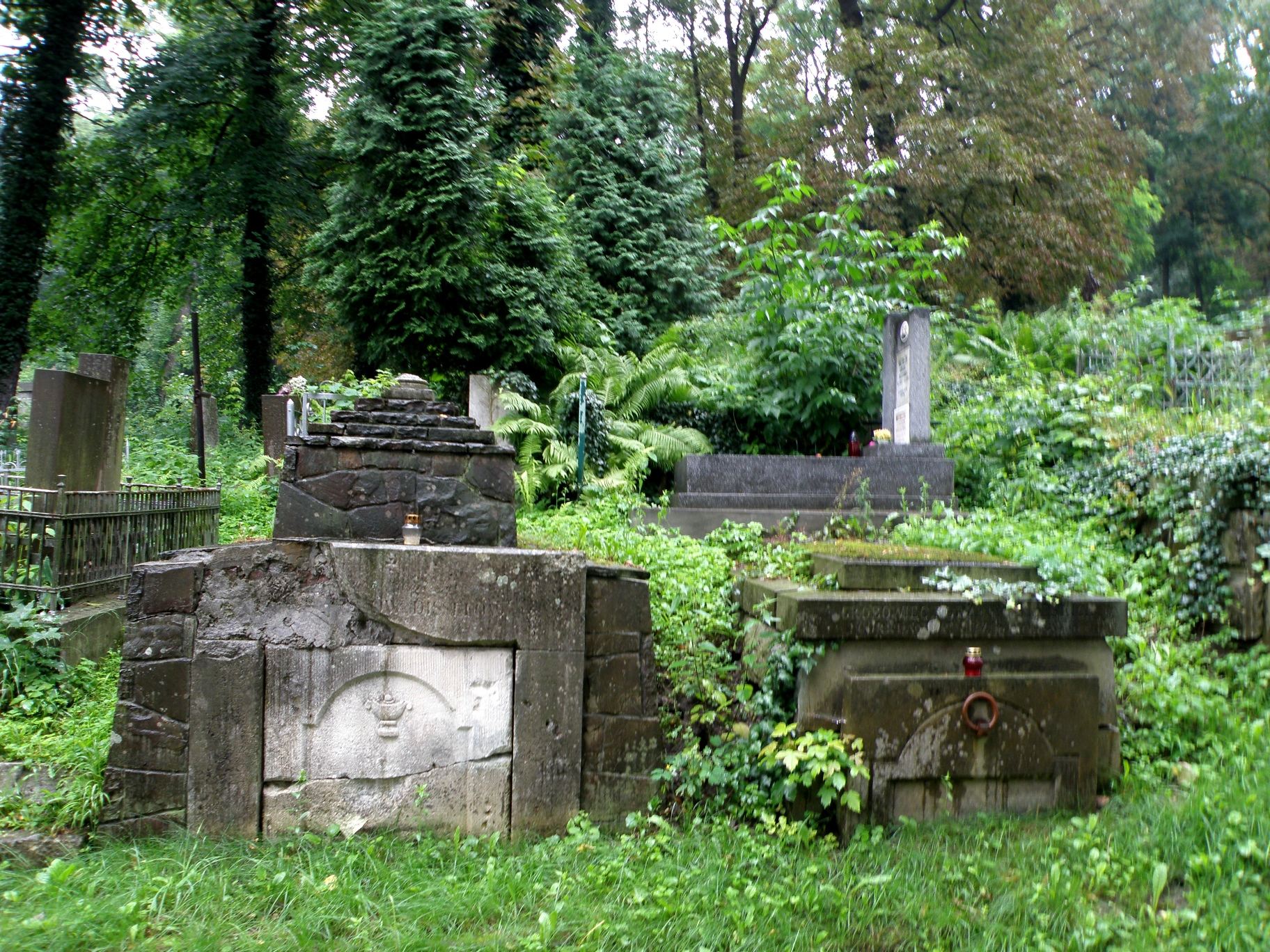
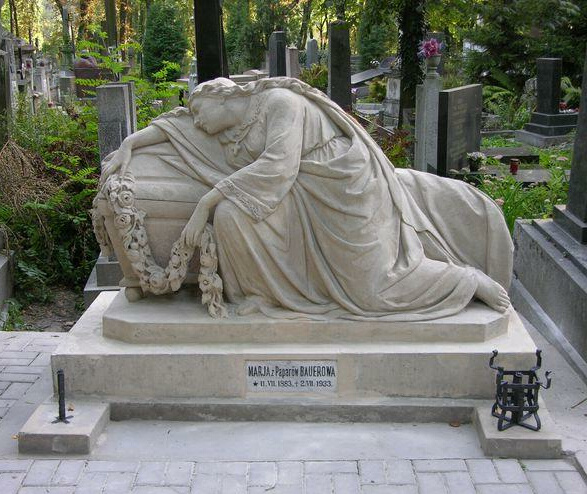
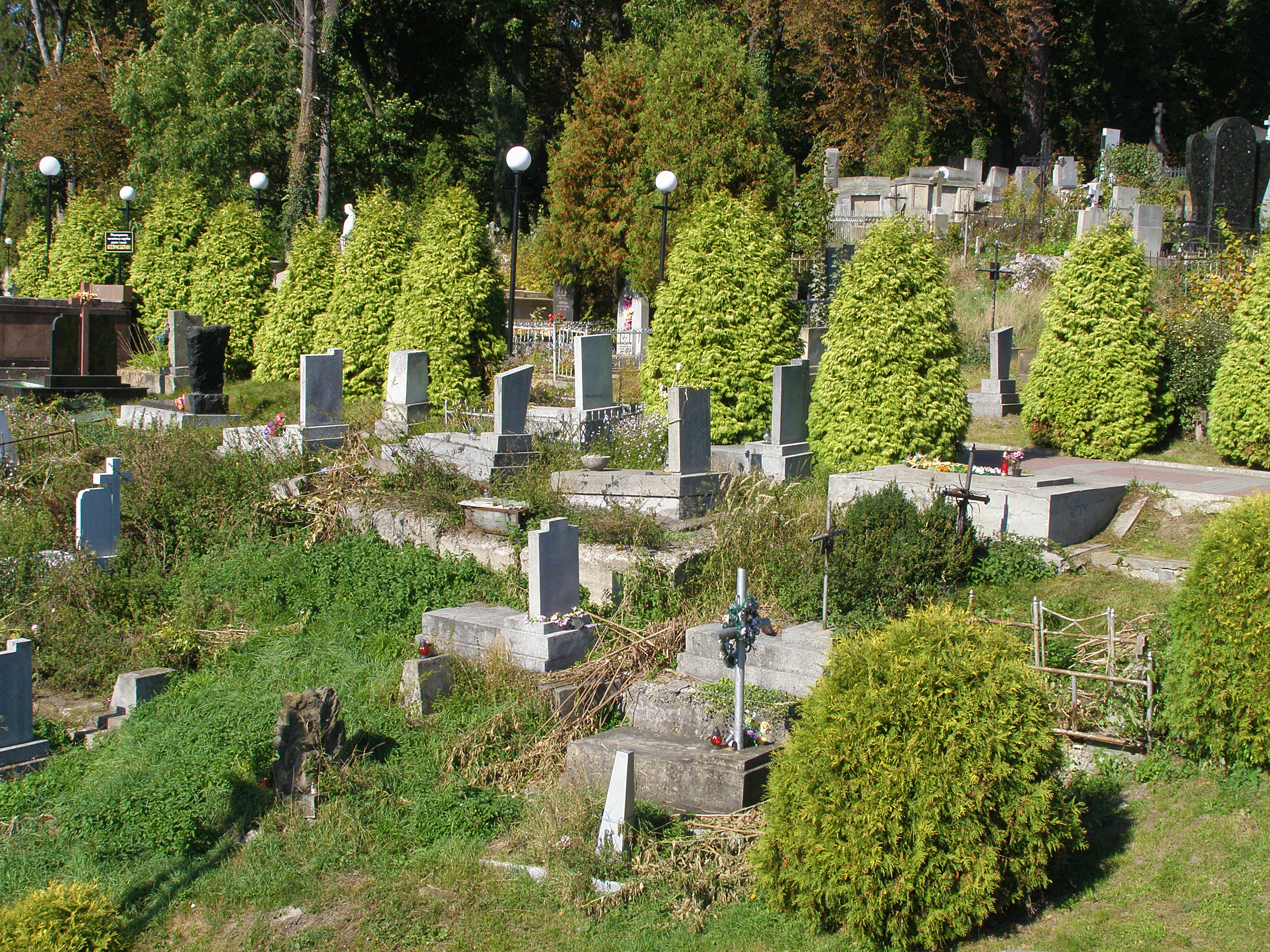
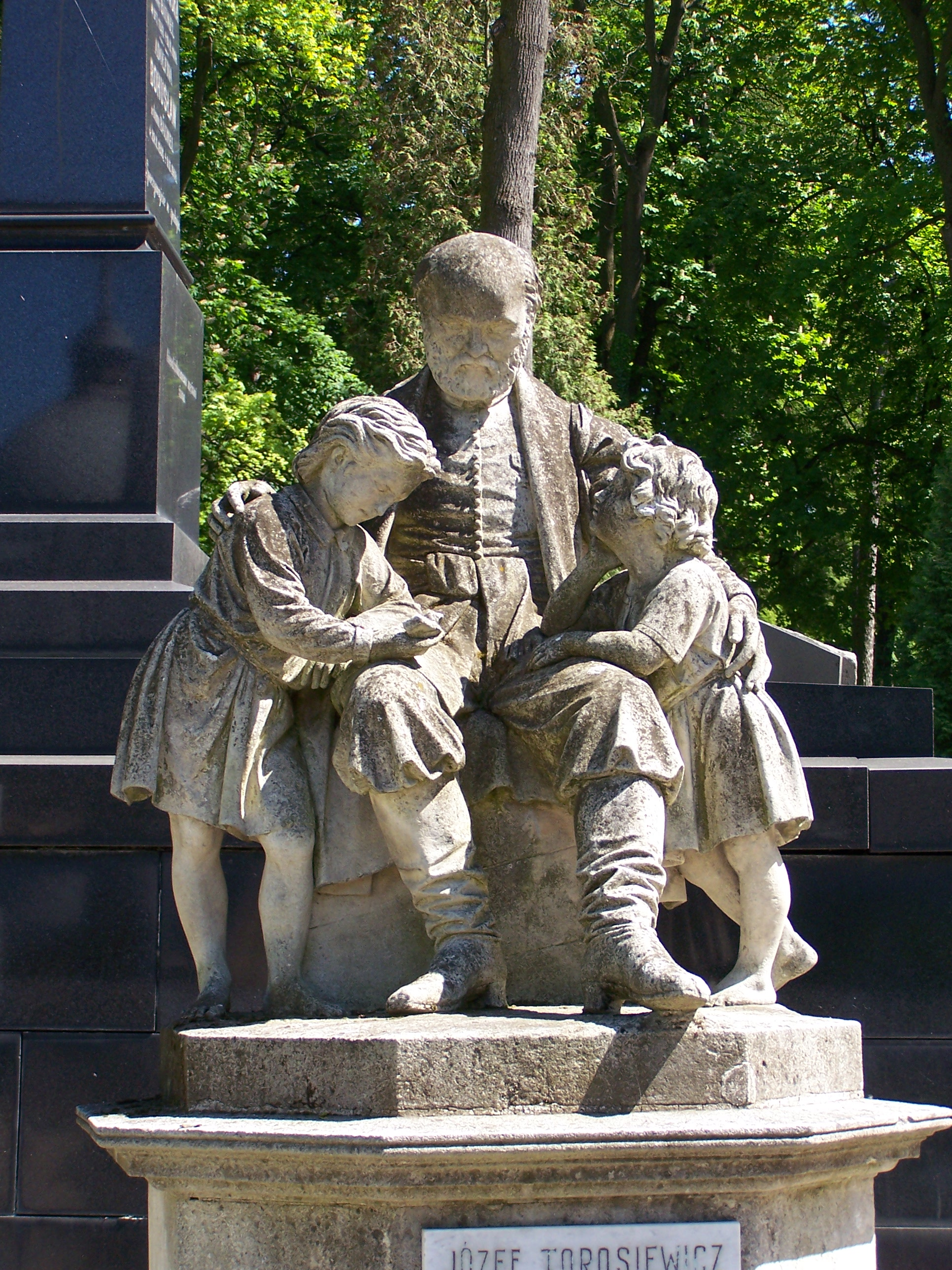
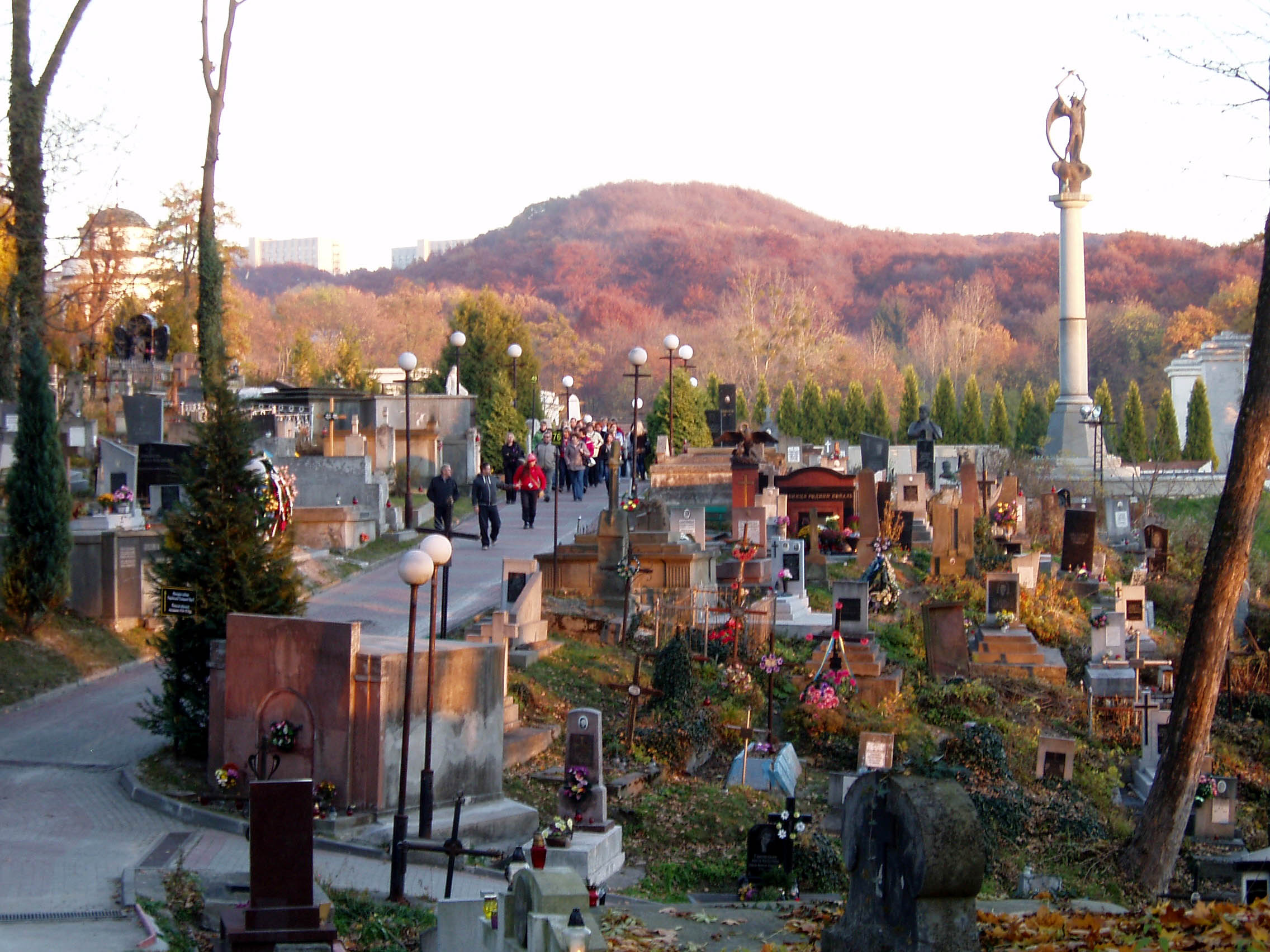
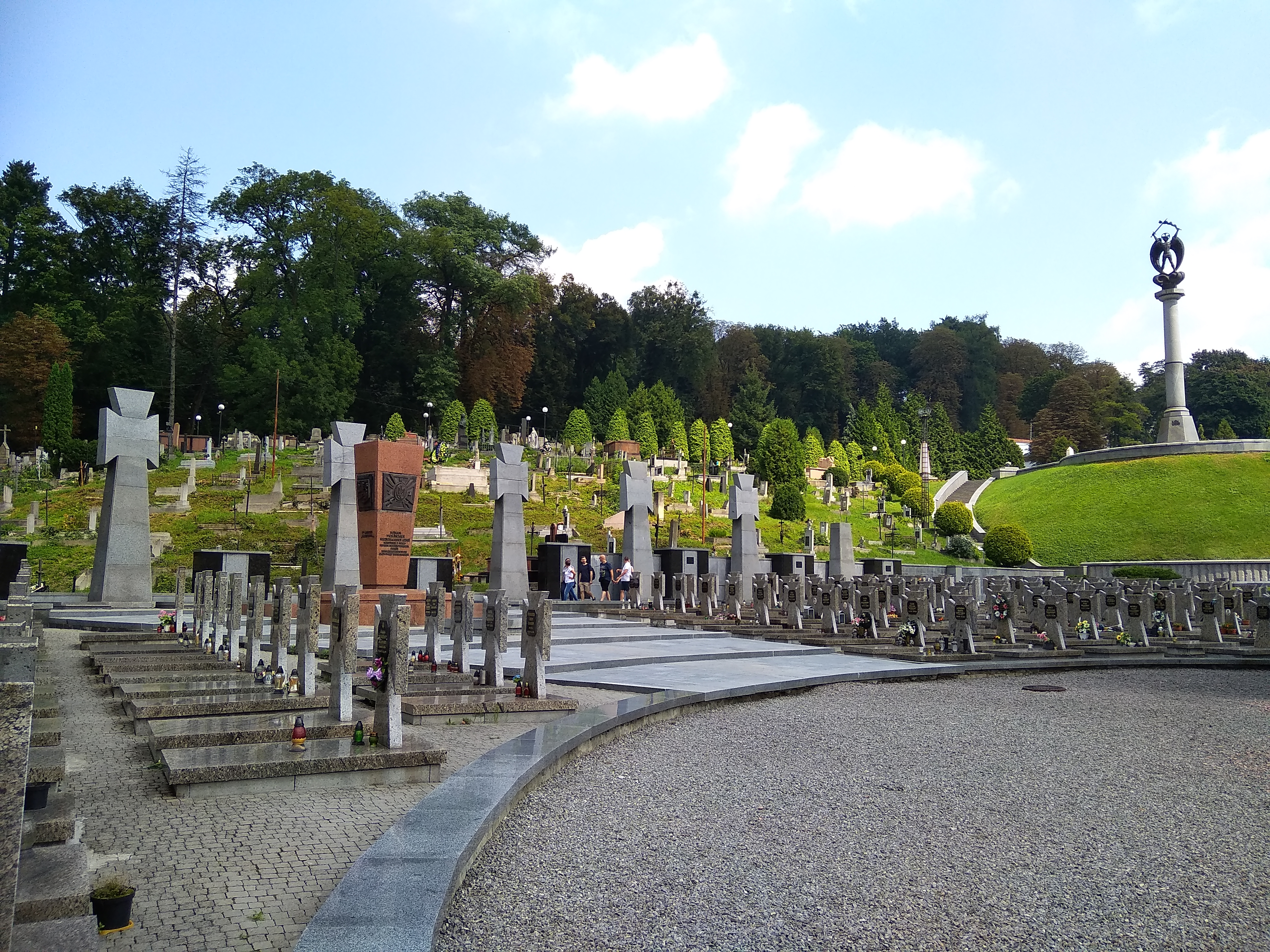
cimetière militaire classé
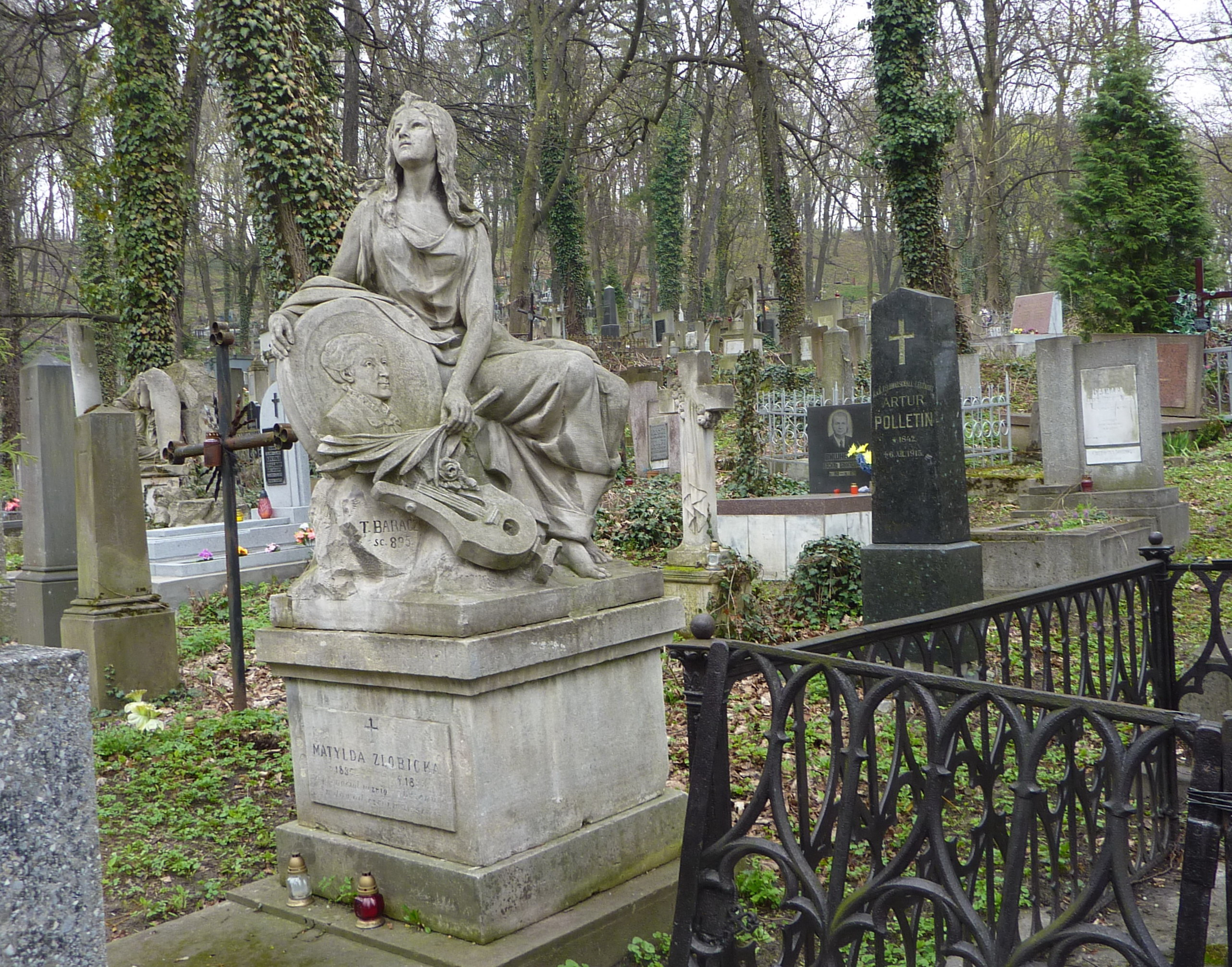
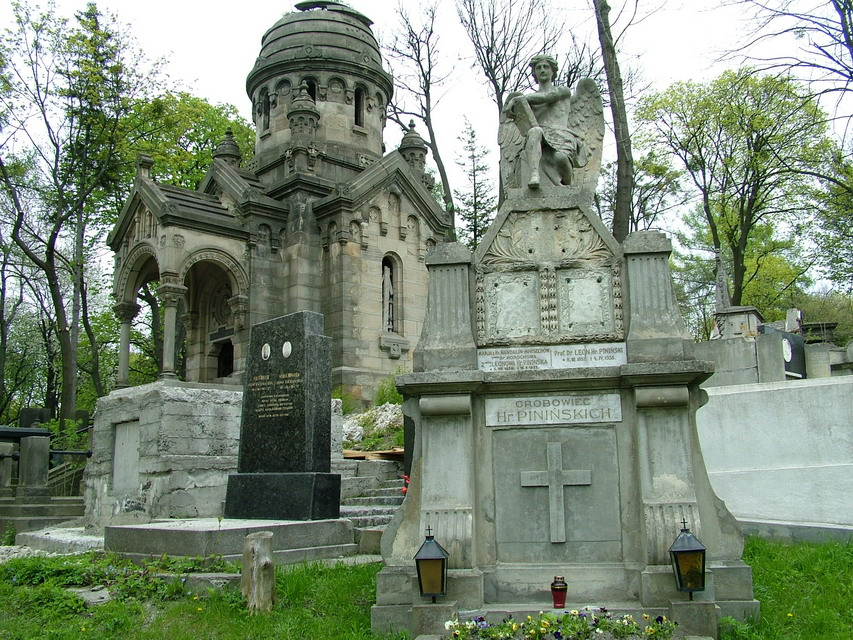
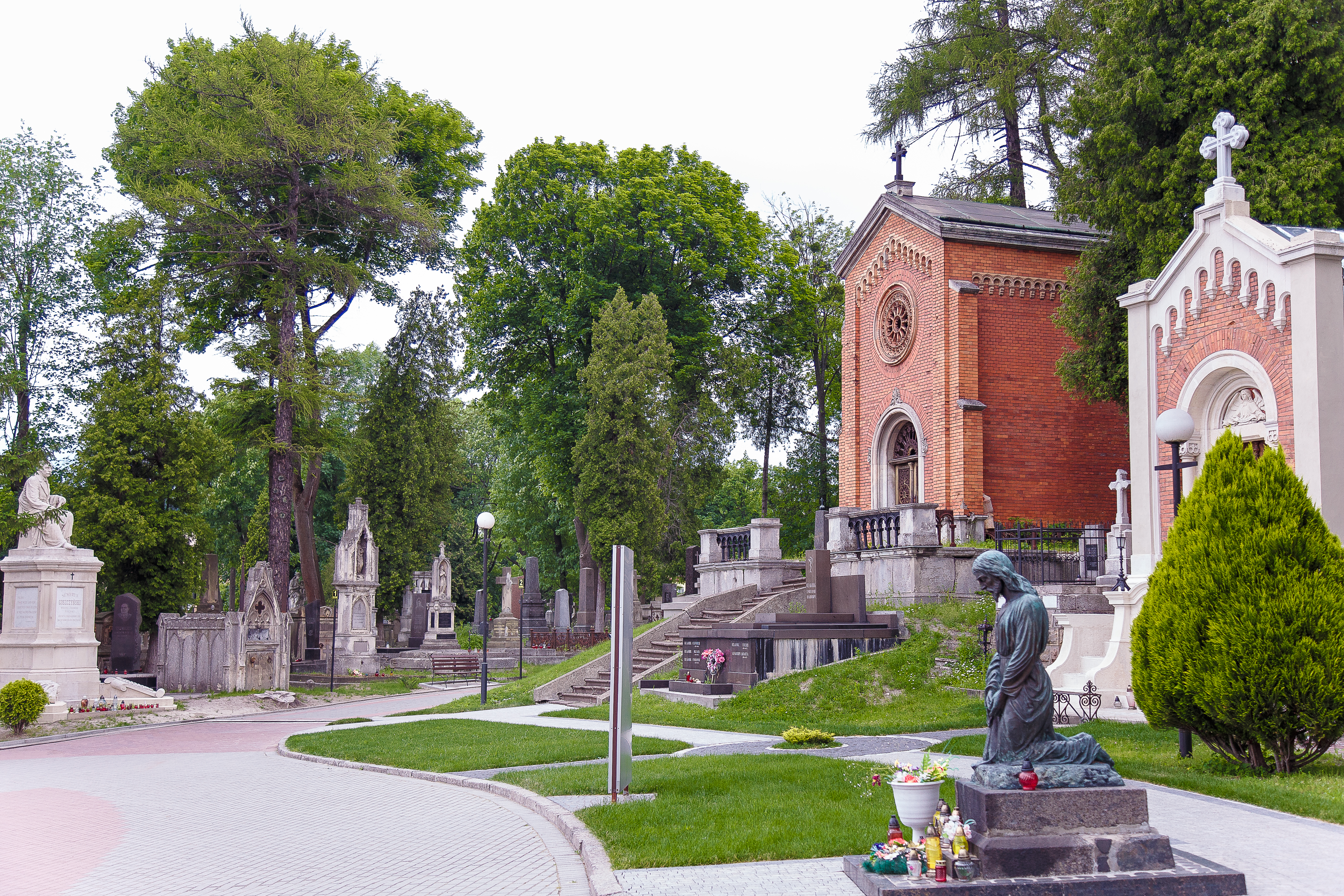
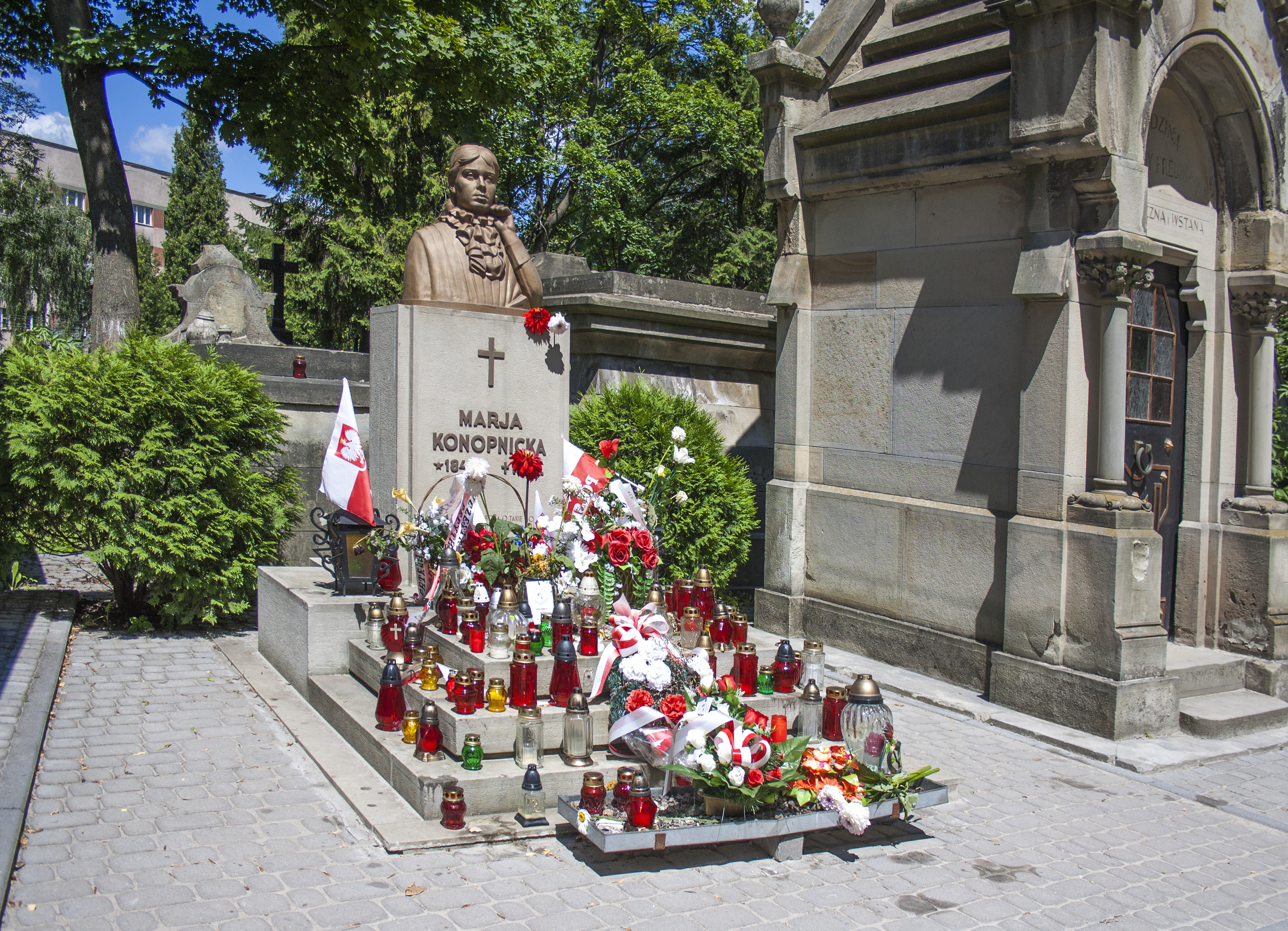
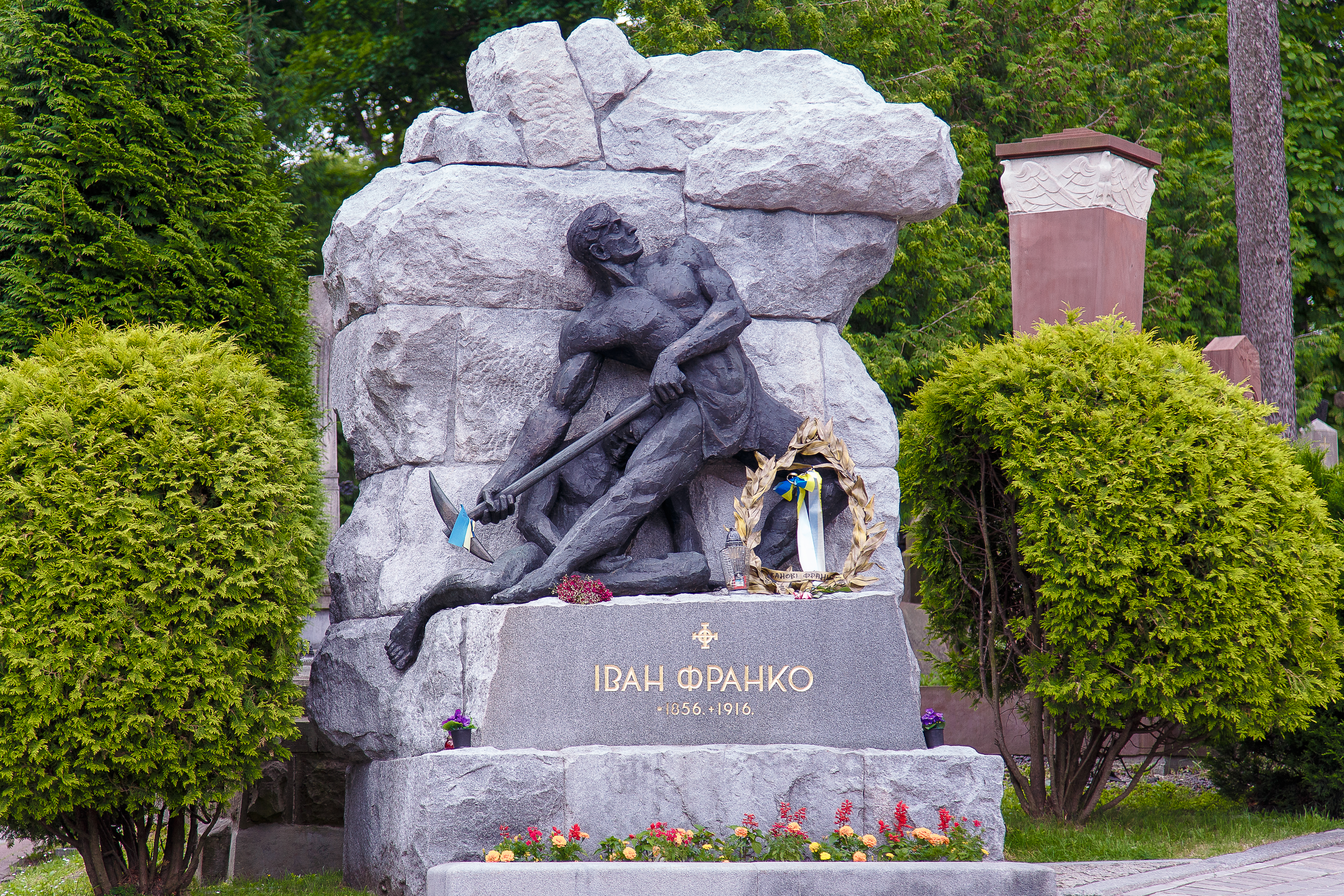
tombe d'Ivan Franko.
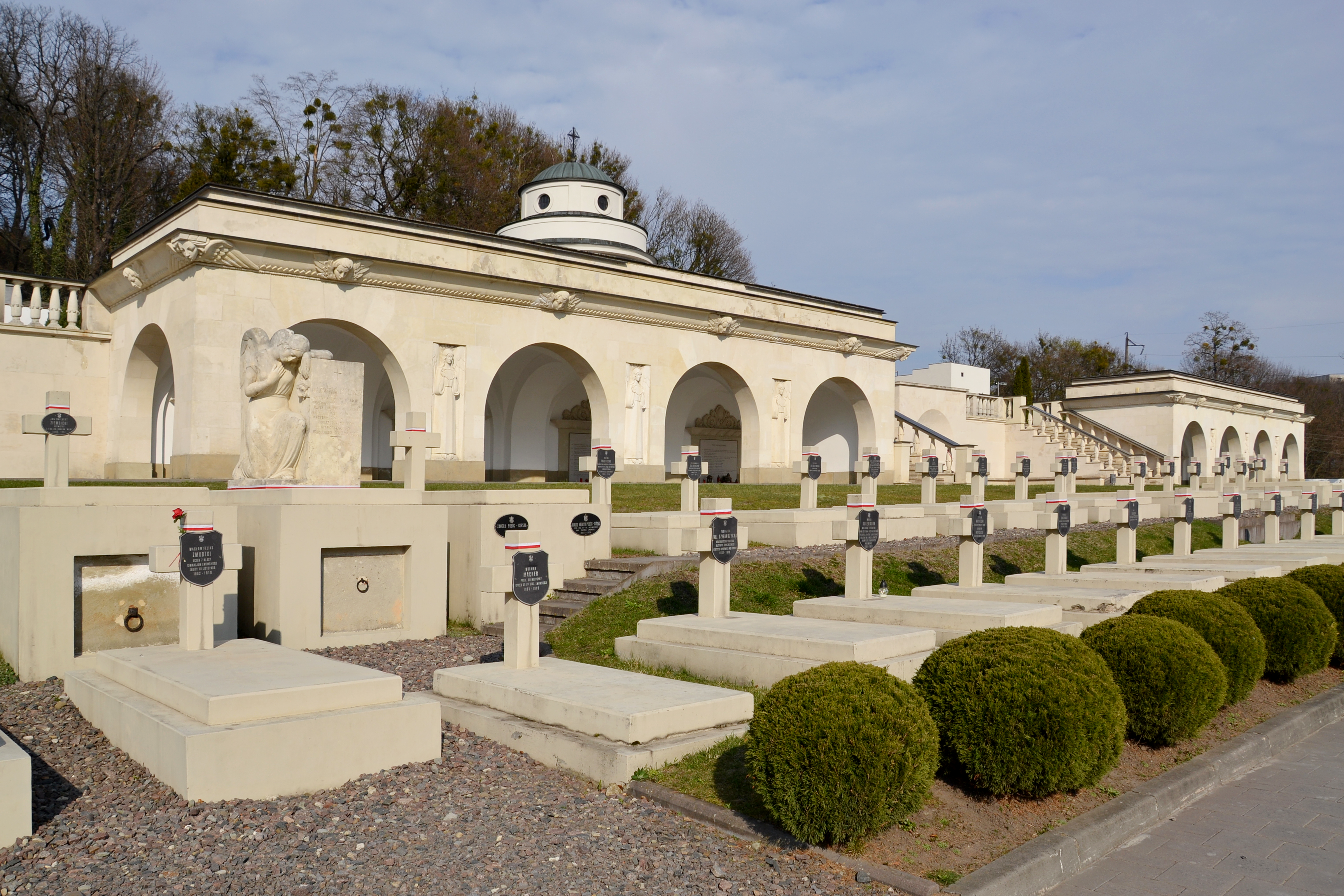
monument aux défenseurs de Lwow.